# Azorella monteroi
Azorella monteroi là một loài thực vật có hoa trong họ Hoa tán. Loài này được S.Martínez & Constance mô tả khoa học đầu tiên năm 1991.